# 엑사로보틱스
엑사로보틱스는 2020년 2월 설립된 대한민국 로봇기업이다. 국내외 우수 기업들과 첨단 기술의 공동 개발 및 연구를 통해 인공지능 로봇, IoT 시스템, 통합 관제 시스템 기술을 융합하여 신개념 스마트 빌딩 솔루션을 공급하는 기업이다. 2020년 6월 경기도 수원시 엑사로보틱스 본사에 인공지능(AI) 로봇을 적용한 300평 규모의 ‘스마트 빌딩 시스템 홍보관’을 오픈하면서 주목을 끌었다. 홍보관에는 인공지능, IoT, 관제시스템 등을 적용한 로봇을 통해 요리, 커피제작, 세탁, 쓰레기처리, 방역소독, 헬스케어, 안면인식, 정맥인식 시스템 등을 선보이고 있다.

## 더 읽어보기
- https://www.yna.co.kr/view/AKR20231126031200054
- https://www.news1.kr/local/gwangju-jeonnam/5242598
- https://www.joongang.co.kr/article/25210173

## 같이 보기
- 로봇산업협회
- 로봇산업진흥원